# Bruce Edward Wampold
Bruce E. Wampold (* 25. November 1948 in Olympia, Washington, Vereinigte Staaten) ist ein US-amerikanischer emeritierter Professor für Beratungspsychologie (Counseling Psychology) an der Universität Wisconsin in Madison, Forschungsgruppenleiter (Senior Researcher) des Forschungsinstituts am Psychiatrischen Zentrums Modum Bad in Vikersund (Norwegen) und Leitender Wissenschaftler (Chief Scientist) am Theravue.com, einem webbasierten praxisorientierten System für Psychotherapiekurse in Vancouver (Kanada). Er ist einer der international bedeutendsten Psychotherapiewirkfaktorenforscher, der den Nachweis erbrachte, dass es allgemeine Wirkfaktoren sind, die entscheidend für den Erfolg einer Psychotherapie sind (kontextuelles Modell) und nicht schulenspezifische Elemente einzelner Psychotherapieformen (medizinisches Modell)(Dodo-Bird-Verdict).

## Leben und Wirken
Bruce E. Wampold wurde am 25. November 1948 in Olympia, Washington/USA geboren. Aus seiner Kindheit ist nur bekannt, dass er im Alter von 5 Jahren seine Mutter verlor. Nach der Schule studierte er zunächst Mathematik an der University of Washington, wo er auch seinen Bachelorabschluss machte. Den Masterabschluss machte er in pädagogischer Psychologie an der Universität von Hawaii in Manoa und seine Promotion in Beratungspsychologie an der Universität von Kalifornien in Santa Barbara. Thema seiner Dissertationsarbeit im Jahr 1981 war „The relationship between the cognitive organization and the classroom behavior of elementary school children“ (Die Beziehung zwischen der kognitiven Organisation und dem Verhalten von Grundschulkindern im Klassenzimmer). Von 1979 bis 1986 war er als Berater und Psychologe im Schuldienst von Kalifornien tätig, danach als Psychologe in verschiedenen amerikanischen Bundesstaaten. In der Folgezeit akademische Tätigkeit an verschiedenen US-amerikanischen Universitäten. 2001 Anerkennung als Psychologe durch das American Board of Professional Psychology.

## Mitgliedschaften (Auswahl)
- Er ist Fellow der Amerikanischen Psychologischen Gesellschaft (American Psychological Association)

## Ehrungen (Auswahl)
- 2007 Preis für herausragende Fachbeiträge zur angewandten Forschung (Distinguished Professional Contributions to Applied Research Award) der Amerikanischen Psychologischen Gesellschaft (American Psychological Association)
- 2011 Ernennung zum Professor durch die Wisconsin Alumni Research Foundation
- 2013 Ehrendoktortitel der Universität Stockholm
- 2015 Preis für herausragende Forschungsleistungen im Verlauf seines beruflichen Lebens (Distinguished Research Career Award) der Gesellschaft für Psychotherapieforschung (Society for Psychotherapy Research)
- 2018 American Psychological Association (APA), Fachgruppe für Supervision und Training: Auszeichnung für die herausragendste Publikation des Jahres, nämlich: Rousmaniere, T., Goodyear, R. K., Miller, S. D., & Wampold, B. E. (Eds.). (2017). The cycle of excellence: Using deliberate practice to improve supervision and training. Hoboken, NJ: Wiley
- 2019 Goldmedaille für das Lebenswerk in der Psychologieanwendung (Gold Medal Award for Life Achievement in the Application of Psychology) der Amerikanischen Psychologischen Stiftung (American Psychological Foundation).

## Veröffentlichungen (Auswahl)
- Wampold, B. E., & Drew, C. J. (1990). Theory and application of statistics. New York: McGraw Hill, ISBN 978-0-07-100983-6.
- Wampold, B. E. (2001). The great psychotherapy debate: Models, methods, and findings. Mahwah, NJ: Lawrence Erlbaum Associates, ISBN 978-0-8058-3202-0.
- Wampold, B. E., & Imel, Z. E. (2015). The great psychotherapy debate: The research evidence for what works in psychotherapy (2nd ed.). New York: Routledge, ISBN 978-0-8058-5709-2.
- Wampold. B. E., Imel, Z. E., Flückiger, C. (2018): Die Psychotherapie-Debatte. Was Psychotherapie wirksam macht. Hogrefe AG (Bern) 2018. 394 Seiten, ISBN 978-3-456-85681-0.
- Wampold, B. E. (2019). The basics of psychotherapy: An introduction to theory and practice (2nd ed). Washington DC: American Psychological Association, ISBN 978-1-4338-3018-1.
- Wampold,B. E. (2021): Evaluation: Methodenpapier des Wissenschaftlichen Beirats Psychotherapie (WBP) Gemäß § 11 PsychThG (Psychotherapeutengesetz). In: PPP – Psychotherapie in Politik und Praxis. Magazin des  Bundesverband der Vertragspsychotherapeuten e.V., 03/2021 (Langfassung, pdf, online), abgerufen am 16. August 2024,